# Handbol als Jocs Olímpics d'estiu de 1980

## Re
Als Jocs Olímpics d'Estiu de 1980 celebrats a la ciutat de Moscou (Unió Soviètica) es disputaren dues competicions d'handbol, una en categoria masculina i una altra en categoria femenina. La competició tingué lloc a la Sokolniki Arena i el Palau d'Esports Dynamo de la ciutat moscovita entre els dies 20 i 30 de juliol de 1980.
Els Jocs Olímpics de Moscou van estar marcats pel boicot a diversos països occidentals, demanant així noves nominacions amb poca antelació també per part de l'IHF.

## Comitès participants
Hi participaren un total de 248 jugadors d'handbol, 166 homes i 82 dones, de 14 comitès nacionals diferents. De manera similar a les anteriors Olimpíades a Montreal, el torneig femení es va jugar amb sis equips en una sola ronda:
| Categoria masculina - Algèria - Cuba - Dinamarca - Espanya - Hongria - Iugoslàvia - Kuwait - Polònia - RDA - Romania - Suïssa - Unió Soviètica |  | Categoria femenina - Congo - Hongria - Iugoslàvia - RDA - Txecoslovàquia - Unió Soviètica |

## Resum de medalles[1]
| Prova                   | Or | Argent | Bronze |
| Handbol masculí Detalls | RDAHans-Georg Beyer · Lothar Doering · Günter Dreibrodt · Ernst Gerlach · Klaus Gruner · Rainer Höft · Hans-Georg Jaunich · Hartmut Krüger · Peter Rost · Dietmar Schmidt · Wieland Schmidt · Siegfried Voigt · Frank-Michael Wahl · Ingolf Wiegert              | Unió SovièticaAleksandr Anpilogov · Vladímir Belov · Yevgeny Chernyshov · Anatoli Fedyukin · Mykhaylo Ishchenko · Aleksandr Karshakevich · Yuri Kidyaev · Vladimir Kravtsov · Serhiy Kushniryuk · Viktor Makhorin · Voldemaras Novickis · Vladimir Repev · Mykola Tomyn · Aleksey Zhuk | RomaniaŞtefan Birtalan · Iosif Boroş · Adrian Cosma · Cezar Drăgăniṭă · Marian Dumitru · Cornel Durău · Alexandru Fölker · Claudiu Ionescu · Nicolae Munteanu · Vasile Stîngă · Lucian Vasilache · Neculai Vasilcă · Radu Voina · Maricel Voinea      |
| Handbol femení Detalls  | Unió SovièticaLarissa Kàrlova · Tetyana Kocherhina · Valentyna Lutayeva · Aldona Nenėnienė · Lyubov Odynokova · Iryna Palchykova · Lyudmila Poradnyk · Yuliya Safina · Larisa Savkina · Sigita Strečen · Nataliya Tymoshkina · Zinaïda Turtxinà · Olha Zubaryeva | Iugoslàvia Svetlana Anastasovska · Mirjana Đurica · Radmila Drljača · Katica Ileš · Slavica Jeremić · Svetlana Kitić · Jasna Merdan · Vesna Milosević · Mirjana Ognjenović · Vesna Radović · Radmila Savić · Ana Titlić · Biserka Višnjić · Zorica Vojinović                           | RDABirgit Heinecke · Roswitha Krause · Waltraud Kretzschmar · Katrin Krüger · Kornelia Kunisch · Evelyn Matz · Kristina Richter · Christina Rost · Sabine Röther · Renate Rudolph · Marion Tietz · Petra Uhlig · Claudia Wunderlich · Hannelore Zober |

## Medaller[1]
| Posició | País           | Or | Argent | Bronze | Total |
| 1       | Unió Soviètica | 1  | 1      | 0      | 2     |
| 2       | RDA            | 1  | 0      | 1      | 2     |
| 3       | Iugoslàvia     | 0  | 1      | 0      | 1     |
| 4       | Romania        | 0  | 0      | 1      | 1     |